# Dawit Wolkowi
Dawit Wolkowi (gruz. დავით ვოლკოვი, ur. 3 czerwca 1995 w Tbilisi) – gruziński piłkarz, grający na pozycji środkowego napastnika w Sabahu Baku i reprezentacji Gruzji.

## Klub

### Początki
Zaczynał karierę w FC Gagra. Grał tam do 2013 roku. Następnie trafił do Dinama Tbilisi II, w którym grał do 2015 roku.

### Dinamo Tbilisi
W 2015 roku trafił do pierwszego zespołu Dinama Tbilisi. W nim zadebiutował 11 kwietnia 2015 roku w meczu przeciwko Merani Martwili (1:1). Wszedł na boisko w 78. minucie, zastępując Otara Kiteiszwilego. Pierwszą asystę zaliczył 3 października 2015 roku w meczu przeciwko Dinamo Batuni (1:0). Asystował przy zwycięskim golu Otara Kiteiszwilego w 73. minucie spotkania. Z Dinamem Tbilisi dwukrotnie świętował zdobycie pucharu Gruzji. Łącznie zagrał 4 mecze i zaliczył jedną asystę.

### Czichura Saczchere
23 stycznia 2016 roku został wypożyczony na pół roku do Czichura Saczchere. W tym klubie zadebiutował 12 marca 2016 roku w meczu przeciwko Dila Gori (1:1). Na boisku spędził 61 minut. Pierwszego gola strzelił 6 dni później w meczu przeciwko Dinamo Batumi (2:0 dla Czichury). Do siatki trafił w 2. minucie. Pierwszą asystę zaliczył 6 kwietnia 2016 roku w meczu przeciwko FC Cchinwali (2:1 dla zespołu Wolkowiego). Asystował przy golu Laszy Czikwaidzego w 10. minucie. Łącznie zagrał 8 meczów, strzelił 4 gole i zaliczył 2 asysty.

### Sioni Bolnisi
19 lipca 2016 roku został wypożyczony na pół roku do Sioni Bolnisi. W tym zespole debiut zaliczył 7 sierpnia 2016 roku w meczu przeciwko Saburtalo Tbilisi (1:2 dla rywali Wolkowiego). W debiucie strzelił gola – do siatki trafił w 38. minucie, dając wyrównanie swojej drużynie. Łącznie rozegrał 9 meczów i strzelił 3 gole.

### FK Zemun
28 lutego 2017 roku został zawodnikiem FK Zemun. W serbskim klubie zadebiutował 28 maja 2017 roku w meczu przeciwko Dinamo Vranje (3:3). W debiucie strzelił gola w 59. minucie. To był jego jedyny występ w Serbii.

### Saburtalo Tbilisi
1 lipca 2017 roku został zawodnikiem Saburtalo Tbilisi. W tym zespole zadebiutował 29 lipca 2017 roku w spotkaniu przeciwko Kolcheti-1913 Poti (0:0). Zagrał 77 minut. Pierwszego gola i pierwszą asystę zdobył i zaliczył 8 dni później w starciu przeciwko Lokomotiwi Tbilisi (6:0). Wolkowi trafiał do siatki w 9., 16. i 29. minucie, a asystował przy golu w 54. minucie. Łącznie w stołecznym zespole zagrał 45 meczów, strzelił 18 goli i zaliczył 4 asysty. Ponadto zdobył też mistrzostwo Gruzji w sezonie 2017/18.

### Qəbələ FK
11 stycznia 2019 roku został zawodnikiem Qəbələ FK. W tym azerskim klubie zadebiutował 3 lutego 2019 roku w meczu przeciwko Sumqayıt FK (1:0 dla zespołu Wolkowiego). Zagrał 81 minut. Pierwszego gola strzelił 14 kwietnia 2019 roku w meczu przeciwko Keşlə Baku (1:2 dla Qəbələ). Do bramki rywali trafił w 65. minucie. Łącznie w tym azerskim klubie zagrał 27 meczów i strzelił 7 bramek.

### Zirə Baku
1 stycznia 2020 roku przeniósł się do Zirə Baku. W tym zespole 1 lutego 2020 roku w meczu przeciwko Sabah Baku (2:0 dla Zirə). Zagrał całe spotkanie. Pierwszą asystę zaliczył tydzień później w meczu przeciwko Sumqayıt FK (2:1 dla Sumqayıt). Asystował przy golu w 35. minucie. Pierwszego gola strzelił 8 marca 2020 roku w meczu przeciwko Səbail Baku (1:3 dla Zirə). Do siatki trafił w 13. minucie. Łącznie w tym zespole z Azerbejdżanu wystąpił w 58 meczach, strzelił 20 goli i miał 10 asyst.

### Sabah Baku
1 lipca 2022 roku został graczem Sabahu Baku.

## Reprezentacja
W reprezentacji Gruzji zadebiutował 11 listopada 2021 roku w meczu przeciwko Szwecji (2:0 dla Gruzji). Zagrał 20 minut. Pierwszego gola strzelił przeciwko Uzbekistanowi 4 dni później (1:0). Do siatki trafił w 41. minucie. Łącznie do 2 lipca 2022 roku zagrał 3 mecze i strzelił jednego gola.